# Алексендрень (Синжерейський район)
Алексендрень (рум. Alexăndreni) — село у Синжерейському районі Молдови. Адміністративний центр однойменної комуни, до складу якої також входять села Грігорешть, Хечул-Векі, Циплешть та Циплетешть.

## Населення
За даними перепису населення 2004 року у селі проживали 1476 осіб.
Національний склад населення села:
| Національність       | Кількість осіб | Відсоток   |
| -------------------- | -------------- | ---------- |
| молдавани румуни     | 1044 7         | 70,7% 0,5% |
| українці             | 263            | 17,8%      |
| росіяни              | 120            | 8,1%       |
| цигани               | 21             | 1,4%       |
| поляки               | 11             | 0,7%       |
| інша / без відповіді | 10             | 0,7%       |
| Всього               | 1476           | 100%       |

## Відомі люди
- Белцану Юхим Мойсейович — молдовський естрадний співак.